# Телефонна клопка
„Телефонна клопка“ (на английски: Phone Booth) е американски филм от 2002 г. и разказва историята на мъж, хванат в капан в една телефонна кабина под прицела на снайперист. В ролите Колин Фарел, Кийфър Съдърланд, Кейти Холмс и Форест Уитъкър; режисьор Джоел Шумахер. Продължителността му е едва 81 минути. Сниман е за около 2 седмици в Лос Анджелис, въпреки че сюжетното действие се развива в Ню Йорк.
Съдърланд е номиниран за „Филмова награда на Ем-Ти-Ви“ за „най-добър злодей“.
Подзаглавие: Животът ти е на телефонната линия.